# هاکان کارسک
هاکان کارسَک یا هاکان کارساک (به ترکی استانبولی: Hakan Karsak) (زادهٔ ۱ آوریل ۱۹۷۵) بازیگر فیلم، سریال و تئاتر اهل ترکیه است.

## حرفهٔ او
هاکان کارسَک در سال ۱۹۹۲ به تئاتر جوانان آنکارا و گروه تئاتر دبیرستان یحیی کمال بیاتلی پیوست و به‌صورت آماتور وارد تئاتر شد. پس از مدت کوتاهی به عنوان کارآموز در کارگاه بازیگری تئاتر هنری آنکارا شروع به کار کرد.
پس از دبیرستان، در گروه ساخت‌وساز دانشگاه آفیون کوجاتپه ثبت نام کرد. پس از فارغ‌التحصیلی وارد رشتهٔ فلسفهٔ دانشگاه استانبول شد و سرانجام از آنجا فارغ‌التحصیل شد. پس از زلزلهٔ ۱۹۹۹ دوزجی، او به مدت ۲ سال به عنوان مربی تئاتر در دوزجه کار کرد و با یونیسف برای کمک به کودکان و جوانان آسیب دیده از این فاجعه همکاری کرد. هاکان کارسک در سال ۲۰۱۳ برندهٔ جایزهٔ بهترین بازیگر مرد از جشنوارهٔ بین‌المللی فیلم بسفر شد. او به دلیل بازی در نقش انیشته در سریال راهزنان در دنیا حکومت نمی‌کنند شناخته می‌شود.

## تئاتر
| نام                                   | مکان                   |
| ------------------------------------- | ---------------------- |
| Polisler: Mrozek پلیس‌ها: مروژک (۲۰۲۰) | تئاتر دورو             |
| Lysistrata لوسیستراتا                 | تئاتر شهر دیاربکر      |
| Toros Canavarı هیولای توروس           | تئاتر میدان جدید ازمیت |
| Sihirli Ülke کشور جادویی              | تئاتر هنر معاصر آنکارا |
| Yaşar Ne Yaşar Ne Yaşamaz             | تئاتر شهر دیاربکر      |
| Özgürlüğün Bedeli بهای آزادی          | تئاتر شهر دیاربکر      |
| Dullar بیوه‌ها                         | تئاتر شهر دیاربکر      |

## فیلم‌شناسی
| فیلم‌ها | فیلم‌ها                                                  | فیلم‌ها            | فیلم‌ها                                 |
| سال    | نام                                                     | نقش               | یادداشت‌ها                              |
| ------ | ------------------------------------------------------- | ----------------- | -------------------------------------- |
| ۲۰۲۰   | Kovan کندو                                              | احمد              | نقش اصلی                               |
| ۲۰۱۹   | Aman Reis Duymasın مبادا رئیس بشنوه (یه وقت رئیس نشنوه) | انیشته (تمل)      | نقش اصلی                               |
| ۲۰۱۸   | Kelebekler پروانه‌ها                                     | امام              | -                                      |
| ۲۰۱۸   | Üç Buçuk Lira سه‌ونیم لیر                                | سالم              | نقش اصلی جایزهٔ بهترین بازیگر مرد SATEM |
| ۲۰۱۸   | Kardeşim Benim برادر من                                 | علی               | -                                      |
| ۲۰۱۵   | Köpek سگ (فیلم ۲۰۱۵)                                    | کان               | نقش اصلی                               |
| ۲۰۱۴   | Ben O Değilim من اون نیستم                              | Şantiye Şefi      | -                                      |
| ۲۰۱۴   | Silsile سلسله                                           | بوزو              | -                                      |
| ۲۰۱۴   | Sarmaşık پیچک                                           | نادر              | -                                      |
| ۲۰۱۴   | Neden Tarkovski Olamıyorum?                             | سدات              | نقش مکمل                               |
| ۲۰۱۴   | Muska تعویذ                                             | یاشار             | نقش مکمل                               |
| ۲۰۱۴   | بره (فیلم ۲۰۱۴)                                         | -                 | -                                      |
| ۲۰۱۴   | Kumun Tadı طعم شن                                       | فهمی              | نقش مکمل                               |
| ۲۰۱۴   | Deniz Seviyesi سطح آب                                   | صبری              | -                                      |
| ۲۰۱۳   | Patika مسیر                                             | -                 | فیلم کوتاه - نقش اصلی                  |
| ۲۰۱۱   | Yangın Var                                              | -                 | بازیگر مهمان                           |
| ۲۰۰۹   | Press                                                   | کمیسر             | نقش مکمل                               |
| ۲۰۰۹   | Ben Gördüm (Mın Dit)                                    | نوری کایا         | نقش اصلی                               |
| ۲۰۰۹   | Ay Lav Yu دوست دارم                                     | فرماندهٔ ژاندارمری | فقط در یک صحنه ظاهر شد                 |

| سریال‌ها   | سریال‌ها                             | سریال‌ها   | سریال‌ها                                                |
| سال       | نام                                 | نقش       | یادداشت‌ها                                              |
| --------- | ----------------------------------- | --------- | ------------------------------------------------------ |
| ۲۰۲۱      | محکوم                               | حاجی      | -                                                      |
| ۲۰۱۵–۲۰۲۱ | راهزنان در دنیا حکومت نمی‌کنند       | انیشته    | نقش مکمل                                               |
| ۲۰۱۴      | Ulan Istanbul اولان استانبول        | فیصل تمیز | بازیگر مهمان                                           |
| ۲۰۱۴      | Benim Adım Gültepe اسم من گل‌تپه است | بصری      | -                                                      |
| ۲۰۱۳      | Vicdan وجدان (سریال ترکی)           | یاشار     | بازیگر مهمان                                           |
| ۲۰۱۲–۲۰۱۳ | Sultan سلطان                        | بلال      | او در این سریال جایزهٔ بهترین بازیگر مرد را دریافت کرد. |
| ۲۰۱۱      | Firar فرار                          | ایلهان    | نقش فرعی                                               |